# 眼點阿克塞脂鯉
眼點阿克塞脂鯉，中文俗名血钻露比灯，為輻鰭魚綱脂鯉目脂鯉亞目脂鯉科的一個種。分布於南美洲亞馬遜河上游及马代拉河中游流域，體長可達2公分，棲息在底中層水域，生活習性不明，可作為觀賞魚。